# Хиральт, Арнье Давид
Арнье Давид Хиральт Риверо (исп. Arnie David Giralt Rivero; род. 26 августа 1984, Сантьяго-де-Куба) — кубинский легкоатлет, специалист по тройным прыжкам. Выступал за сборную Кубы по лёгкой атлетике в 2001—2012 годах, серебряный и бронзовый призёр чемпионатов мира в помещении, победитель иберо-американского чемпионата, чемпион мира среди юниоров, участник трёх летних Олимпийских игр.

## Биография
Арнье Давид Хиральт родился 26 августа 1984 года в городе Сантьяго-де-Куба. Сын известного кубинского прыгуна в длину Давида Хиральта старшего.
Первого серьёзного успеха на международном уровне добился в сезоне 2001 года, когда вошёл в состав кубинской сборной и выступил на юношеском мировом первенстве в Дебрецене, где в зачёте тройного прыжка выиграл серебряную медаль.
В 2002 году в тройном прыжке одержал победу на юниорском первенстве Центральной Америки и стран Карибского бассейна в Бриджтауне и на юниорском мировом первенстве в Кингстоне.
В 2003 году на юниорском панамериканском первенстве в Бриджтауне получил серебро в прыжках в длину и завоевал золото в тройных прыжках. На чемпионате мира в Париже в финале тройного прыжка стал четвёртым.
В 2004 году среди прочего выиграл бронзовую медаль на Мемориале братьев Знаменских в Казани и золотую медаль на иберо-американском чемпионате в Уэльве. Благодаря череде успешных выступлений удостоился права защищать честь страны на летних Олимпийских играх в Афинах — на предварительном квалификационном этапе прыгнул тройным на 16,70 метра, чего оказалось недостаточно для выхода в финал.
На чемпионате мира 2005 года в Хельсинки занял в финале тройного прыжка восьмое место.
На чемпионате мира 2007 года в Осаке в той же дисциплине был седьмым.
В 2008 году стал серебряным призёром на чемпионате мира в помещении в Валенсии. Принимал участие в Олимпийских играх в Пекине — в финале тройного прыжка показал результат 17,52 метра, расположившись в итоговом протоколе на четвёртой строке.
В 2009 году на домашних соревнованиях в Гаване установил свой личный рекорд в тройном прыжке — 17,62 метра. Также в этом сезоне был лучшим на чемпионате Центральной Америки и Карибского бассейна в Гаване, занял пятое место на чемпионате мира в Берлине, превзошёл всех соперников на Всемирном легкоатлетическом финале в Салониках.
В 2010 году взял бронзу на чемпионате мира в помещении в Дохе и на Мемориале Знаменских в Жуковском.
В 2011 году получил серебро на Мемориале Знаменских в Жуковском, тогда как на чемпионате мира в Тэгу в финал не вышел.
В 2012 году выступил в тройном прыжке на чемпионате мира в помещении в Стамбуле и на Олимпийских играх в Лондоне, в обоих случаях выйти в финал не смог. По окончании сезона завершил спортивную карьеру.